# موسی‌کلا
موسی‌کلا، روستایی است از توابع بخش مرکزی شهرستان میاندورود در استان مازندران ایران.این روستا در کرانه رود تجن‌ قرار دارد.
جمعیت ساکن این روستا ۱۳ نفر است،اما تعداد جمعیت و خانه های زیادی وجود دارد که متعلق به جمعیت غیر ساکن آنجا است.این روستا داری زمین های کشت برنج،انار،خرمالو،هلو و... است.همچنین این روستا داری زمین های کشت درختان صنعتی(صنوبر) است.
مردم این روستا پیشه اشان اکثرا دامداری است اما در کنار آن کشاورزی نیز میکنند، تعداد کمی از مردم هم به زنبورداری می پردازند.

## جمعیت
این روستا در دهستان کوهدشت قرار داشته و براساس آخرین سرشماری مرکز آمار ایران که در سال ۱۳۸۵ صورت گرفته، جمعیت آن ۱۳نفر (۵خانوار) بوده‌است.